# Политика присоединений

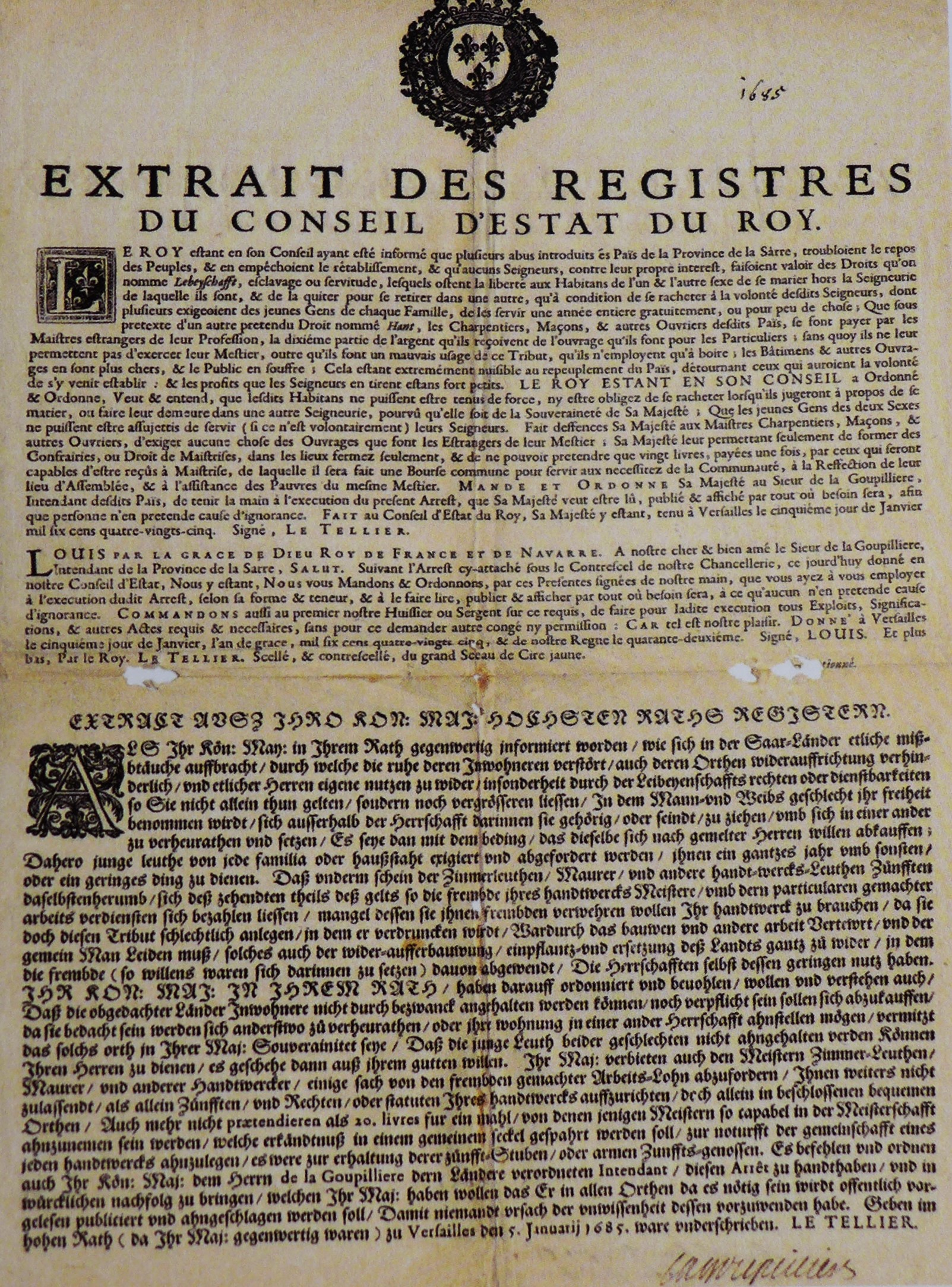
Французский указ об отмене крепостного права в провинции Саар (1685 г.).

Политика присоединений (фр. politique des Réunions) — масштабная кампания аннексий пограничных территорий, осуществлённая правительством Людовика XIV в 1679—1681 годах.
После Нимвегенского мира Людовик XIV решил использовать своё военное и политическое превосходство для того, чтобы поставить под контроль Франции все территории, которые когда-либо пребывали под её сюзеренитетом или находились в зависимости от недавно приобретённых городов и земель. Эта программа аннексий, осуществлявшихся в мирное время, получила название «политики присоединений». В её ходе Франция округляла свои владения за счёт земель Священной Римской империи и её Бургундского округа. Для придания этим действиям видимости законности королевская юрисдикция и магистраты истолковывали в свою пользу статьи Мюнстерского и Нимвегенского договоров, признававших за королём Франции сюзеренитет над некоторыми территориями «и зависимыми от них землями», без уточнения, о чём именно идёт речь.

Повсюду играли на разобщенности, бессилии принцев, всеобщем утомлении от войны. Политика присоединений сама по себе не была ни удивительной, ни новой. Она следовала в капетингском кильватере, за Ришельё и Мазарини. Но никогда она не заходила так далеко, с такой смесью рассудительности и наглости — смесью, иногда столь плохо дозированной, что она становилась взрывоопасной — и это характеризует политику Людовика Четырнадцатого. Франция, и без того внушавшая страх после Нимвегена, немедленно проявила себя страной империалистов и завоевателей, используя кляузы и сомнительные процедуры для распространения своего господства.— Petitfils J.-C. Louis XIV: Chapitre XVII. Les réunions

## История
Истоки программы Людовика XIV исследователи видят в событиях 1650—1660-х годов. Так, в 1656 году парламент Меца начал архивные розыски, чтобы установить сеньоров, чьи владения зависят от Франции в силу Вестфальского мира. В 1663 году был представлен доклад, оспаривавший узурпации, осуществлённые «герцогами Лотарингии и Бара и другими владетелями Верденуа в Трех епископствах». Также указывают на масштабную программу строительства укреплений в стратегически важных районах, предложенную Себастьеном де Вобаном, мечтавшим о том, чтобы французские границы имели «квадратуру близкую к каре» (quadrature du pré carré). Людовику XIV и его государственному секретарю иностранных дел Арно де Помпонну идеи Вобана пришлись весьма кстати. В 1678 году Помпонн вызвал в Гент специалиста по феодальному праву Дени Годфруа, чтобы исследовать сундуки, содержавшие около 2000 грамот и хартий, частично «испорченных и поеденных крысами». 
После того как де Помпонн попал в немилость, его политическую линию ещё более энергично продолжил новый госсекретарь Кольбер де Круасси. Своеобразным курьёзом представляется то, что страна, уверенно вставшая на путь централизации, использовала неясности старинного феодального права, играя на многовековой путанице различных зависимостей фьефов и арьерфьефов на территории империи, отставшей в политическом развитии.
При этом политика присоединений не означала лишения владельцев их собственности. Королевские чиновники предлагали германским и нидерландским принцам признать вассальную зависимость от короля и принести ему клятву и оммаж. Взамен те получали инвеституру и сохраняли свои доходы. Упорствовавшие лишались своих сеньорий, попадавших под секвестр и присоединявшихся к Франции с помощью драгунских отрядов.
Во Франш-Конте присоединительная палата безансонского парламента в сентябре 1679 приняла заключение о королевском сюзеренитете над землями Клермон, Шатле и Бламон, где находилось более 80 деревень, зависимых от Монбельярского графства, вассала герцога Вюртембергского. В августе 1680 графство Монбельяр было присоединено к Франции, невзирая на протесты Вюртемберга.
В Лотарингии прелаты Трёх епископств были обязаны принести присягу и представить полную опись своих ленных владений. Первое требование епископы выполнили, а от второго уклонились, заявив, что за столетие, прошедшее с начала французской оккупации, многие вассалы отказались подчиняться их юрисдикции, а потому восстановить их права может только королевская юстиция. Это дало Людовику формальный повод для вмешательства.
В сентябре 1679 присоединительная секция мецкого парламента, получившая статус королевской палаты, развернула активную деятельность. В спешке чиновники иногда дважды присоединяли к королевству одни и те же владения. Вдохновителем работы этой палаты был Ролан Раво, упорный мелочный крючкотвор, задавшийся целью доказать, что почти вся герцогская Лотарингия в то или иное время зависела от Мецкого епископства, а значит, от короля Франции. Это было расценено как чрезмерное усердие, и покровителю юриста министру Лувуа пришлось остудить пыл своего протеже. Тем не менее чиновники добились значительных успехов, присоединив к Франции весь юридический округ Понт-а-Муссона, а также города и графства Саара. Курфюрст Трира, у которого отобрали Саарбрюккен, безуспешно жаловался императору.
В конце концов французы потребовали принести вассальную присягу даже от весьма могущественных сеньоров: у курфюрста Пфальцского за графство Фельденц, у короля Испании за графство Шини, у близкого родственника короля Карла XI за Пфальц-Цвейбрюккен, у герцога Лотарингского за Коммерси, графство Водемон, Эпиналь, Брие, Нёшато, Этен. Укрепление Фраулаутер, выведенное из-под контроля герцога Нассау-Саарбрюккена, стало французской крепостью Сарлуи, а в Трарбахе, на излучине Мозеля, Вобан воздвиг цитадель Мон-Руайяль.
В Эльзасе, частично находившемся под властью Франции по условиям Вестфальского мира, политика присоединений была особенно плодотворной. В сентябре 1679 главнокомандующий в этом регионе барон де Монклар потребовал от городов Эльзасского декаполя принести присягу и порвать всякую зависимость от императора и рейха. Верховный совет Эльзаса, заседавший в Брайзахе, получил задание присоединить к Франции всю провинцию. В марте 1680 королевский суверенитет был установлен почти над всем Нижним Эльзасом, города Лаутербург и Гермесхайм были изъяты из-под власти курфюрста Пфальцского под предлогом их зависимости от превотства Висамбур. 22 марта верховный совет объявил о суверенитете короля и приказал населению принести присягу. К августу было закончено и подчинение Верхнего Эльзаса.
После овладения Эльзасом перед французами в регионе оставалась одна крупная цель — вольный имперский город Страсбург, аннексия которого, проведённая в 1681 году, имела насильственный характер и потому выходит за рамки политики мирных присоединений.
Французские аннексии не вызвали организованного противодействия. Рейхстаг, собравшийся в Регенсбурге в июле 1680 года, опротестовал действия Людовика, но король в ответ сообщил через своего посла, что всего лишь берёт то, что ему принадлежит по условиям Мюнстерского и Нимвегенского трактатов. Имперский сейм постановил собрать для отпора ползучей агрессии 40-тысячную армию, но французской дипломатии удалось не допустить создания враждебной коалиции. По сообщениям французского посланника из Регенсбурга, имперцы находились в «отчаянии» и «ярости».
Политика присоединений до крайности обострила отношения с Испанией, войска которой отказывались очистить графство Шини. Людовик XIV двинул кавалерийские корпуса в соседние районы Фландрии и Эно, а также в герцогство Люксембургское, и начал блокаду его столицы. Испанцам пришлось уступить, и весной 1681 французы аннексировали Шини. Вскоре выяснилось, что названное графство имеет права на земли Люксембурга, за исключением одноимённого города. Проблема обсуждалась на франко-испанской конференции в Куртре, проходившей в условиях интенсивных военных приготовлений Франции.
В феврале — марте 1682 года угроза новой войны была реальной, но 23 марта Людовик согласился снять блокаду Люксембурга, отозвать из герцогства войска Вобана и принять английское посредничество. К этому времени турки добились серьёзных успехов в габсбургской Венгрии, большая австро-турецкая война была неизбежна, и король Франции, тайно поддерживавший мятежников-куруцев, всё же не хотел открыто пользоваться затруднениями императора и портить себе репутацию «христианнейшего монарха».
Тем не менее с испанцами договориться не удалось, и после серии вооружённых инцидентов в октябре 1683 года началась очередная Франко-испанская война, победа в которой на время закрепила за Францией аннексированные территории.